# 卡琳娜·米莱
卡琳娜·伊丽莎白·米莱（西班牙語：Karina Elizabeth Milei，西班牙語發音：[kaˈɾi.na e.li.saˈβ̞eð̞ miˈlei̯]，1972年3月28日—）是阿根廷政治家，自2023年12月10日被其兄长阿根廷总统哈维尔·米莱任命以来一直担任阿根廷总统府秘书长。自2024年9月自由前进成立以来，她一直担任该联盟主席。
她是其兄2023年总统大选期间的总统竞选负责人，哈维尔·米莱经常称她为“老板”，并始终强调她是其主要顾问之一。

## 生活和职业生涯
她于1972年出生于布宜诺斯艾利斯，比兄长哈维尔·米莱小两岁。他们是诺韦尔托·米莱和阿莉西亚·卢西奇夫妇仅有的两个孩子。哈维尔与父母关系疏远，多年来卡琳娜是他唯一保持联系的家人。据CNN和BBC报道，哈维尔曾遭受霸凌和家庭暴力，卡琳娜当时是他童年时期唯一的心理支柱。尽管卡琳娜性格孤僻，哈维尔在一些采访中还是透露了一些他与她关系的方面。他表示其父亲曾严厉殴打他，他试图向妹妹寻求保护。哈维尔将自己的妹妹比作摩西，表示“她是摩西，我只是一个普及者”。
她拥有阿根廷商业大学的公共关系学位，并曾在贝尔格拉诺大学学习市场营销。在与哥哥共同从政之前，她曾担任哥哥的财务经理。此外卡琳娜还学习过糕点制作、雕塑和塔罗牌占卜，这些都是她的兴趣及工作。
哈维尔于2023年12月10日正式宣誓就任总统，同日卡琳娜获提名为总统府秘书长。哈维尔上任后的首项举措之一是对前任总统毛里西奥·马克里颁布的一项法令进行修改，该法令禁止总统亲属担任内阁职务。
在她上任七个月后，圣安德烈斯大学每月发布的数据显示，她的反对率为56.1%，而支持率为35.5%。
2025年2月，加密货币$Libra背后的关键人物海登·马克·戴维斯声称他贿赂了卡琳娜·米莱以影响她哥哥的决定。
她没有孩子，也没有已知的伴侣。她对神秘主义的兴趣、与哥哥哈维尔的关系，以及关于她对其兄长及其政治生涯和政治立场影响的传闻，引发了阿根廷媒体的广泛关注。

## 荣誉
- 巴西:
  -  聖保羅州:
    - 伊皮兰加大十字勋章（2024年12月3日）[12]